# غارهای تنگ زهری
غارهای تنگ زهری مربوط به دوران پارینه‌سنگی جدید- دوران فرادیرینه‌سنگی است و در شهرستان پاسارگاد، بخش هخامنش، دهستان مادر سلیمان، روستای مبارک‌آباد، انتهای تنگ بلاغی، تنگ زهری واقع شده و این اثر در تاریخ ۱۸ شهریور ۱۳۸۷ با شمارهٔ ثبت ۲۳۳۷۶ به‌عنوان یکی از آثار ملی ایران به ثبت رسیده است.